# Niels Rosenkrantz (modstandsmand)
 Der er flere personer med dette navn, se Niels Rosenkrantz.
Niels Oluf Fritz Hermann baron Rosenkrantz (4. april 1914 på Liselund Slot – 14. september 2005 på gården Dybendal, Østmøn var en dansk godsejer og modstandsmand.
Han var søn af Erik Gotlob Fritz Krabbe baron Rosenkrantz (1884-1959) og hustru Therese Fiehn, fik en militær uddannelse ved Gardehusarregimentet, blev løjtnant og overtog godset Liselund i 1956. 
Under Besættelsen var Rosenkrantz leder af modstandsarbejdet på Østmøn. Da jødeforfølgelsen startede 2. oktober 1943, blev  Liselund brugt som afskibningssted til Trelleborg, Sverige for en illegal transportrute under Studenternes Efterretningstjeneste. Ved en Gestapo-razzia på Østmøn den 10. oktober 1943 blev Liselund Avlsgård ransaget, men uden at finde de ventende passagerer, idet transporten var aflyst samme eftermiddag. De 32 jøder på vej til Liselund blev standset før Mønsbroen og indkvarteret i området og sejlet til Trelleborg fra Vintersbølle Strand 14. oktober.
Rosenkrantz var delingsfører for seks militære ventegrupper, der hovedsageligt blev dannet i tiden februar-april 1945. Efter en større razzia i Vordingborg 10. april 1945 skjulte han illegalt den sydsjællandske nedkastningsleder P. H. Larsens familie og fhv. amtsleder Valdemar Keller på godset. Sammen med Røde Kors-lederen for Møn, fru Helene Mortensen, og dr. Rasmus Fenger havde han i de første befrielsesdage det overordnede ansvar for ca. 345 udhungrede fanger af 10 forskellige nationaliteter fra koncentrationslejren Stutthof. De ankom til Klintholm Havn i en flodpram den 5. maj 1945.
Han blev den 19. november 1938 gift med Aase Sander (15. april 1915 i København – 21. januar 2005), datter af Aage Verner Sander og Katrine Sørensen.
Han døde som 91-årig i 2005 kort efter sin hustru og blev begravet 23. september 2005 fra Magleby Kirke. Parrets urner er nedsat i Liselund Park.